# Pachycephala pectoralis
El silbador dorado (Pachycephala pectoralis) es una especie de ave paseriforme de la familia Pachycephalidae endémica de Australia y varias islas de Australasia. Habita en una multitud de hábitats arbolados y también en zonas de matorral.

## Descripción
La variedad geográfica en los patrones de color del chiflador dorado es considerable en ambos sexos pero en la mayoría de las poblaciones la hembra es de un color  es considerable en ambos sexos pero en la mayoría de las poblaciones la hembra es de un color el gris marronáceo liso.

## Taxonomía
El ornitólogo inglés John Latham lo clasificó dentro del género Muscicapa cuando lo describió en 1801. Existe un intenso debate entre los científicos sobre la taxonomía de estas aves pues muchos consideran a algunas de sus subespecies como especies por derecho propio mientras que otros defienden que deben estar incluidas dentro del taxón del silbador dorado. Actualmente se reconocen 10 subespecies:
- P. p. balim (Rand, 1940) - vive en las montañas de Nueva Guinea.
- P. p. chlorura (Gray, GR, 1860) - nativo de las Islas de la Lealtad y Vanuatu.
- P. p. citreogaster (Ramsay, EP, 1876) - nativo del Archipiélago Bismarck.

- P. p. contempta (Hartert, E, 1898) - de la Isla de Lord Howe.
- P. p. fuliginosa (Vigors & Horsfield, 1827) - vive en el sur de Australia.
- P. p. glaucura (Gould, 1845) -  vive en Tasmania y las islas del Estrecho de Bass.
- P. p. macrorhyncha (Strickland, 1849) - ocupa las islas que circundan el Mar de Banda (Timor, Islas Tanimbar, isla de Ceram e Islas Banggai)

- P. p. pectoralis (Latham, 1801) - vive en Australia oriental.
- P. p. xanthoprocta (Gould, 1838) - de la Isla Norfolk.
- P. p. youngi (Mathews, 1912) - procede del sudeste de Australia.

Las subespecies que han sido elevadas a especies por algunas autoridades son: balim, chlorura, citreogaster, y macrorhyncha.

## Distribución geográfica y hábitat
Es endémica de Australasia.